# Wesenitz
Wesenitz er en flod i den tyske delstat Sachsen og en af Elbens bifloder fra højre med en længde på 83 km. Den har sit udspring i 515 meters højde,  i Hohwald, der er en del af Lausitzer Bergland, nær Neukirch,  og løber sydvestover gennem Bischofswerda, Stolpen og Dürrröhrsdorf-Dittersbach. Wesenitz munder ud i Elben nær Pirna. 
50°57′49″N 13°53′39″Ø / 50.9636°N 13.8942°Ø